# SHOCK
『SHOCK』（ショック）は、KinKi Kidsの堂本光一が主演を務めるミュージカル作品シリーズ。2000年11月、『MILLENNIUM SHOCK』というタイトルで帝国劇場にて初演。以後同劇場で毎年公演が行われ、2005年からは『Endless SHOCK』として名前と内容を一新し、2012年以降は博多座、2013年以降は梅田芸術劇場でも上演されている。
作・構成・演出はジャニー喜多川。ただし2005年以降は光一自身が脚本・演出・音楽すべてを手掛けている。少年隊主演のミュージカル『PLAYZONE'91 SHOCK』（1991年）を原型にしている。
チケットは初演からラストイヤーとなる2024年の公演まで、全日程即日完売。「もっともチケット入手が困難な舞台」とも言われる。
全2128回を上演し、約370万人を動員した。

## 概要
「Show must go on （ショー・マスト・ゴー・オン＝何があってもshowを続けなければいけない）」をテーマに、ニューヨークのオフ・ブロードウェイでショーに出演する若者たちが、ブロードウェイでの成功を夢見て挫折を乗り越え羽ばたく姿を描いた作品。
堂本光一演じる主人公・コウイチは、常に頂点を目指し続ける若きエンターテイナー。カンパニー（エンターテインメント集団）の中心となってショー作りに邁進し、仲間と衝突や和解を繰り返しながら、最終的に心を一つにしていく。初期のコウイチは、エンタメの世界で生きる上での“完全正義”とも言えるすべてを兼ね備えた人物であり、光一の理想像を詰め込んだキャラクターとして誕生したが、その人物像はだんだん変化し、少しずつ人間臭さや葛藤する姿、弱さを見せる部分も加えられるようになった。24年間コウイチを演じた光一は、役のイメージを僕自身に重ねて見られる傾向をキツいと感じたり、ハイカロリーな作品を続けるためのモチベーションをキープする大変さを感じつつも、「主人公・コウイチという役は、自分のタレント人生に大きな影響を及ぼしたと言わざるを得ません」と、自分自身の人格形成にも影響があったことを認めている。
「言葉が分からなくても、“すごいね！”と思ってもらえるものを作る」というジャニー喜多川の演出で始まったため、歌やダンスはもちろん、パーカッション、日本やスペインの風物を織り込んだ劇中劇、イリュージョン、帝国劇場で初めて導入されたフライング、4.8メートル22段の高さからの階段落ちなど、当初は派手な演出を重視していた。しかし俳優側からはもっと伝えたいことがあると考えた光一は、ストーリーを含め全てを変更したい旨を伝える。そしてジャニー喜多川から「YOUの好きにやりなさい。」という言葉をもらい、2005年からは実質的に光一が脚本・演出・音楽を手掛けるようになる。それまでの派手な演出はストーリーの中に組み込まれ、登場人物の生き様として表現されるようになった。ポスター等の表面上はその後もあえて「作・構成・演出 ジャニー喜多川」と記載しているが、そのことがさらに「ジャニーさんの名前を傷つけちゃいけない」「ジャニーさんにNOと言われるものは作ってはいけない」という意識を高めているという。しかしクライマックスで披露される「夜の海」という曲についてだけは、ジャニー喜多川に「こんな暗い曲をラストに使用するなんて、信じられない!」と言われながらも「ここでぶつかっておかなければいつまでもジャニーさんを越えられない」と考え、「絶対良いシーンになると思うからやらせて」と意見を曲げず取り入れ、以降のSHOCKでも外せないシーンとなった。
「SHOCK」のロゴはジャニー喜多川によって書かれたものである（2024年に一新された）。
2006年の『Endless SHOCK』で終了し、2007年からは光一が演出・構成・主演を務める新作舞台を上演する予定だったが、チケット14万枚に約208万件の応募が殺到した状況を受け、翌2007年の再演が決定した。
2008年1月6日、通算500回公演を迎える。2000年11月の初演から7年2か月での500回到達は、単独主演では97年の帝国劇場史上最速。
2008年4月、『Endless SHOCK』の高い舞台成果に対して、スタッフ・出演者一同が第33回（2007年度）『菊田一夫演劇大賞』を受賞した。
2009年3月12日の公演で通算上演回数が626回に達し、『屋根の上のバイオリン弾き』で森繁久彌が19年かけて樹立した帝国劇場での単独主演公演回数を8年5か月で23年ぶりに塗り替えた。
2014年10月26日で通算上演回数が1208回に達し、松本幸四郎が『ラ・マンチャの男』でもつ1207回を抜いて単独主演ミュージカル上演回数で歴代1位となる。同一演目単独主演舞台としても森光子の『放浪記』の2017回に次いで2位となった。
2017年3月31日、上演1500回を達成する。
2020年3月22日、スタッフやキャストの意向で公式Instagramによる一部演目のライブ配信が2時間以上にわたって帝国劇場で行われた。帝国劇場でのライブ配信は1911年の開業以来史上初めてで、視聴者は6万人を超えて注目を集めた。
同年、初演の2000年から20年間『SHOCK』シリーズをけん引してきた功績が認められ、光一が第45回菊田一夫演劇賞大賞を受賞。
同年9月15日から10月12日に、スピンオフ公演として『Endless SHOCK-Eternal-』が大阪・梅田芸術劇場で上演された。このスピンオフ版は当初、シリーズの通算上演回数には含まないとされていたが、紛れもなく「SHOCK」シリーズであるとの声もあり、2021年2月・3月の帝国劇場公演製作発表時に、2020年の大阪公演もさかのぼって通算公演回数に加算されること、今後も通算回数としてカウントしていくことが発表された。
2021年、『Endless SHOCK』が映画化された。
2024年の公演をもって光一主演の「SHOCK」シリーズの上演を終了することが発表された。帝国劇場が2025年2月をもって建て替えのために休館すること、光一が25歳ごろに作り、年齢設定も同じぐらいであったため、45歳となる2024年が良いタイミングであると考えたことなどを理由としている。
2024年4月22日に上演回数2000回、5月9日に2018回を達成。森光子が『放浪記』で1961年から2009年にかけて積み上げた2017回を更新し、国内演劇の単独主演記録でも単独1位となった。
2024年11月29日の帝国劇場で大千穐楽を迎え、全2128回上演したシリーズは24年間の歴史に幕を閉じた。

### 事件・事故
2008年1月23日昼公演で、開始直後に舞台装置のコンピューター制御に不具合が生じ、暗転幕とオーケストラピットが上がらなくなり、公演が中断。復旧を目指したが、30分後に劇場側が公演継続を断念し、初めての中止が決定した。中止決定後は劇場支配人がまずその旨を伝え、光一が登壇して直接謝罪。その後共演者8人で舞台上から観客の最後の1人が会場を出るまで見送った。なお、中止となった昼公演は2月17日に振り替えられ、夜公演は予定通り行われた。
2011年3月11日昼公演の幕間に東北地方太平洋沖地震が発生。観客は皇居前広場へ避難する事態となり、そのまま11日の公演は中止された。上演されていれば800回の記念公演となるはずだった。翌12日の公演も中止。13日朝の時点では13日の2公演は行うと発表され、開場して観客も入れていたが、開演30分前になって急きょ2公演共に中止が決定。ジャニーズ事務所の関係者が登壇し、安全面に配慮しての中止を説明した後、光一本人も登壇して観客へ謝罪しお見送りを行った。東宝関係者は、セットなどをつるす「バトン」と呼ばれる装置が損傷していたことを明かしている。その後14日の公演も中止となり、15日になって16日から千秋楽までの全公演（28公演）の中止を発表した。フライングシーンの多い本作を、余震の続く中で上演し続けるのは安全でないとの判断からであった。
2015年3月19日の13時公演上演中、重さが約650kgある舞台セットのLEDパネルが倒れ、ジャニーズJr.の岸孝良、ダンサー2人とアクロバット俳優2人、スタッフ1名の計6名が負傷する事故が発生。事故は15時50分頃の堂本が袖に退いた後のダンスシーンで起こり、LEDパネル6枚中上手の2枚がスタッフが手動で動かしている最中に舞台中央に向かってゆっくり倒れた。その後、緞帳が下りて中断の後、緞帳前に光一が舞台衣装のまま登場し、セットの不具合があり舞台を続行できない旨の謝罪の挨拶をもってそのまま中止となり、その後の18時公演も中止となった。公演は翌日20日の18時公演からLEDパネルの使用中止及び演目の一部変更を行った上で再開された。冒頭5分、舞台に立った光一は「絶対にあってはならないこと」と謝罪し、改めて安全確認をしながらリハーサルを行ったことを説明。事故翌日から幕を開けることには賛否両論あり悩んだものの、休演することになった4人に背中を押されたことや、劇中で"Show must go on"の精神を伝えているのと同様に、起こってしまったことを受け止めつつも前に進むことの大切さを伝えたいと考え、公演を続けるという決断を下したことを観客に伝えた。同年5月20日、東宝は事故の原因が舞台床面の一部不具合による傾きであったことや、これについては補強工事を予定していること、念のため今後も移動式LEDパネルは使用しない旨の公式コメントを発表した。
同年9月17日、オーナー役で出演中の前田美波里が宿泊中のホテルから徒歩で梅田芸術劇場へ向かう最中に転倒し、左肩を骨折。その日の昼と夜の部は出演したものの、翌18日夜公演からの大阪公演と10月に博多座で行われる福岡公演の降板を発表した。前田は17日夜公演後に入院し、全治1か月半の診断を受けた。代役には2009年から2012年までオーナー役を演じていた植草克秀が急遽抜擢された。17日の夕方にジャニー喜多川や光一から直接出演依頼があり、18日正午頃に大阪入り。その後キャスト全員で約4時間ほどの稽古の後に本番を迎え、3年のブランクを感じさせない演技を披露した。
2020年、新型コロナウイルスの感染拡大防止のため、政府の感染症対策本部の方針に鑑み、2月28日夜公演より、3月10日公演までの休演が発表された。3月11日より公演が再開される予定だったが、15日までの延長、さらに、政府の新たな自粛要請を鑑み、16日から19日までの休演が発表された。20日よりサーモグラフィーの設置、劇場内の換気強化等の対策を講じ再開するとしていたが、20日の公演は当日に急遽中止が発表され、さらに政府の対策本部会合後の午後8時に21日から31日までの全公演（計41公演）の休演が発表された。休演により3月31日（千秋楽）に予定されていた1800回記念公演は持ち越しとなった。なお、3月21日にフジテレビ系列にて放送した『緊急生放送! FNS音楽特別番組 春は必ず来る』にて、19日にショーを事前収録した上で披露した。

## MILLENNIUM SHOCK （2000年）
読みは「ミレニアム・ショック」。「お客さまに2分に一度のショックを与えたい」と、世界的に活躍するフランツ・ハーラレイが演出協力を行い、製作費は10億を超える。帝劇史上初の抽選発売が行われたが、計38公演の入場券7万枚に対して80万通の応募があり、競争率は11.4倍となった。
公演時間は2時間45分。最後のショータイムでは光一の「夏の王様」、今井の「踊り子」、赤坂の「スキヤキ」、メインキャスト4人で「アンダルシアに憧れて」などが披露された。
ストーリーは少年隊主演の舞台『PLAYZONE'90 MASK』、『PLAYZONE'91 SHOCK』と光一自身の主演舞台『SHOW劇'99 MASK』のオリジナルストーリーから抜粋したものとなっている。
公演期間
- 2000年11月2日 - 26日、帝国劇場（全38公演）、7万72人動員。

ストーリー

旅から旅へと公演を続けるカンパニーのリーダー・コウイチは、メンバー・ツバサの怪我を顧みず公演を行ったことで、ツバサ、アキラをはじめとするメンバー達との間に軋轢を生じてしまう。そんな時、3年前に亡くなったコウイチの兄の因縁の地であるブロードウェイの、とあるシアターから公演の誘いがかかる。周囲の反対を押してブロードウェイに渡ったコウイチの前に、亡き兄の友人だという謎の人物が現れて…。

出演
- コウイチ - 堂本光一：亡くなった兄に代わり夢の実現を目指す青年
- 東山紀之：ブロードウェーで命を絶った兄
- ツバサ - 今井翼：事故で舞台への夢を失い、心を閉ざす義理の弟
- 赤坂晃：ライバル
- 鈴木ほのか：コウイチの義姉（東山の妻）
- 篠井英介
- Musical Academy
  - 秋山純、町田慎吾、米花剛史、屋良朝幸

- Musical Academy Osaka［MAO］
  - 大堀治樹、福原一哉

- Musical Academy Dancing［MAD］
  - 萩原幸人、島田直樹、良知真次、石田友一、上田竜也、中丸雄一、森雄介、赤西仁

- Johnny's Jr.（交互出演）

| - 長谷川純 - 五関晃一 - 宮城俊太 | - 伊藤達哉 - 中村翔 - 橋田康 - 高井宙也 - ジョシュア・サギニ | - 小林宏一 - 岡田政治 - 野田優也 - 盛哲也 - 安蒜厚志 - 伴貴将 - 堤箸一平 | - 田中聖 - 生田斗真（ショータイムに出演） - 風間俊介 | - V（ファイブ） - 牧野紘二 - 中江川力也 - 上里亮太 - 小場賢 |

## SHOW劇・SHOCK （2001年、2002年）
読みは「ショーゲキ・ショック」。「衝撃」とかけている。「ショー・劇『SHOCK』」や「SHOW・劇『SHOCK』」と表記されることもある。
2001年は年を跨いでの公演だったが、12月公演は劇中劇で『忠臣蔵』を上演していたものの、ジャニー喜多川が12月のKinKi Kidsのコンサート期間中に「1月に“忠臣蔵”やるのはおかしいよ」と言い始めたため、急きょ集まって稽古し、1月公演は『新撰組』を上演した。
2002年6月公演では7万枚のチケットに24倍の申し込みが殺到し、帝劇では過去最高の人気公演の記録を更新した。また、この公演から22段の階段落ちがスタートした。
2002年6月4日、光一は初日前の最終通し稽古で右足首のじん帯を損傷。本来はギプスをして松葉杖をつかなければならないほどの怪我だったが、舞台ではテーピング、舞台外では添え木で固定するなどして乗り切り、全日程出演。怪我については千穐楽前の会見で自ら明らかにした。
公演期間
- 2001年12月1日 - 2002年1月27日、帝国劇場 （全76公演）、14万144人動員。
- 2002年6月4日 - 28日、帝国劇場 （全38公演）、7万72人動員。

ストーリー

亡き兄の遺志を継ぎ、日々「Show must go on」を胸にショーを続けているコウイチ。公演が好評を博して、ブロードウェイの大劇場『インペリアル・ガーデン・シアター』から誘われる。そこが兄の亡くなった地であること、興行中の不慮の事故でダンサーとしての将来を断たれたツバサを置いて行くことに対して周囲から猛反対を受けるが、コウイチは兄の元妻のサキホ、サキホの現夫のタク、失意のツバサを置いてニューヨークへ渡る。そこには様々なトラブルが待っていて…。

出演
12月公演
- コウイチ - 堂本光一：兄に代わり、夢を叶えようとする青年
  - アニキ - 堂本光一：カンパニーを設立し、ブロードウェイでの成功を夢見ていたが、失敗により自殺してしまう

- ツバサ - 今井翼 ：コウイチの義弟。バイク事故にあってしまう。
- サキホ - 樹里咲穂：ツバサの姉でコウイチの兄の元妻。タクと再婚している。
- 錦戸亮：サキホの息子
- タク - 今拓哉：サキホの今の夫で、カンパニーのマネージャー。
- Musical Academy
  - 秋山純、町田慎吾、米花剛史、屋良朝幸（12月・1月公演）

- KAT-TUN
  - 亀梨和也、赤西仁、田口淳之介、中丸雄一、上田竜也

- 風間俊介
- Jr.Special
  - 長谷川純

- 五関晃一
- 戸塚祥太、河合郁人、塚田僚一
- J-Support
  - 小山慶一郎

- 島田直樹、萩原幸人、宮城俊太、福田悠太、草野博紀、横尾渉、飯田恭平、武内幸太朗

6月公演
- コウイチ - 堂本光一（死んだ兄との二役）
- ツバサ - 今井翼
- 樹里咲穂
- 今拓哉
- 秋山純、風間俊介
- KAT-TUN
  - 亀梨和也、赤西仁、田口淳之介、田中聖、上田竜也、中丸雄一

- 長谷川純、東新良和（リョウ 役）
- K.K.Kity
  - 小山慶一郎、加藤シゲアキ、草野博紀、飯田恭平、武内幸太朗、横尾渉

- Ya-Ya-yah
  - 薮宏太、赤間直哉、山下翔央、鮎川太陽、星野正樹

- ABC
  - 五関晃一、増田貴久、塚田僚一、戸塚祥太、河合郁人

- 萩原幸人、島田直樹、渡辺智、下嶋兄
- 伊藤達哉、石田友一、橋田康、野田優也
- FIⅤE
  - 中江川力也、牧野紘二、上里亮太、石垣大祐

## SHOCK is Real Shock （2003年）
読みは「ショック・イズ・リアル・ショック」。2か月48公演（14万144席）に172万件の応募があり、1席あたり12.27倍の競争率となった。
2幕・ブロードウェイで上演する演目がよりショーアップされた「World Adventure」に変更された。
公演期間
- 2003年1月8日 - 2月25日、帝国劇場（全76公演）、14万144人動員。

ストーリー
『SHOW劇・SHOCK』とほぼ同じだが、キャスト変更に伴う登場人物名の変更（基本的に登場人物は演者の名前であるため）や黒幕の人物の変更などがある。

出演
- 堂本光一 
- 未唯
- 生田斗真
- 井上順
- Musical Academy
  - 秋山純、町田慎吾、米花剛史、屋良朝幸

- 東新良和
- 薮宏太
- 風間俊介
- KAT-TUN
- A.B.C.
  - 戸塚祥太、河合郁人、五関晃一、塚田僚一

## Shocking SHOCK （2004年）
読みは「ショッキング・ショック」。光一は公演直前の稽古中にフライングの着地に失敗し、頭を打って入院したため、開幕後の約1週間は病院から劇場に通ったことを2011年の公演中の舞台挨拶で初めて明かした。
年々徐々にラストのショータイムの時間が減ってきていたが、本公演では「薄荷キャンディー」1曲のみとなった。
公演期間
- 2004年2月6日 - 2月29日、帝国劇場（全38公演）、7万72人動員。

ストーリー
『SHOW劇・SHOCK』『SHOCK is Real Shock』とほぼ同じ。（演出は異なる）

出演
- 堂本光一 
- ツバサ - 今井翼
- 伊織直加
- 尾藤イサオ
- 東新良和
- Musical Academy
  - 秋山純、町田慎吾、米花剛史、屋良朝幸

- 風間俊介
- A.B.C.
  - 戸塚祥太、河合郁人、五関晃一、塚田僚一

## Endless SHOCK
読みは「エンドレス・ショック」。光一自身が脚本・演出を手掛けるようになり、内容を一新。
ストーリー

コウイチの幼馴染み（2013年以降は幼馴染みの設定は無くなり、普通のオーナーという設定になった）、アキヤマ（オオクラ、ウエクサ、マエダ、モリ、シマダ）の亡父が遺したオフ・ブロードウェイの小劇場で上演されていたショーが、ある日新聞で大絶賛された。それをきっかけにしてオン・ブロードウェイへの道が開くが、オンへ上がることだけが目的ではないコウイチ、オーナーとして自分の劇場を守りたいアキヤマ（オオクラ、ウエクサ、マエダ、モリ、シマダ）、コウイチへのライバル心を燃やすツバサ（リョウ、トウマ、ヤラ、ウチ、ユウマ、タツヤ、ショウリ、ヒロミツ）、コウイチを盲目的に慕うリカなど、良好だったはずのメンバーの心はいつしかすれ違っていく。結局オンへ移ってもその状況は変わらず、ふとしたトラブルからコウイチと決定的に仲違いしたツバサ（リョウ、トウマ、ヤラ、ウチ、ユウマ、タツヤ、ショウリ、ヒロミツ）は、コウイチの言う「Show must go on」の信条を試す為に小道具の刀を真剣へとすり替え…。

### Endless SHOCK （2005年）
公演期間
- 2005年1月8日 - 2月28日、帝国劇場（全76公演）、14万144人動員。

出演
- コウイチ - 堂本光一
- リョウ - 錦戸亮（1月公演）：コウイチの幼いころからのライバル（※今井翼とWキャスト）
- 今井翼（1月8・9・19日、および2月公演）：コウイチのライバル （※錦戸とWキャスト）
- 黒木メイサ／小宮山実花※Wキャスト
- Musical Academy
  - 秋山純、町田慎吾、屋良朝幸、米花剛史

- A.B.C.：ライバル側のチーム
  - 五関晃一、戸塚祥太、塚田僚一、河合郁人

- 中島裕翔
- 有岡大貴
- 石川直

### Endless SHOCK （2006年）
2005年11月22日に行われた製作発表会見では、SHOCKシリーズは7回目を数える今回で一切りをつけ、2007年は光一が作・構成・演出・音楽・主演の5役を務める新作舞台を上演予定であり、現在ある海外からの上演依頼には光一以外のタレントで公演していくことになると発表されていたが、約14万席に対し、約208万件の応募が殺到。ファンから「まだ見ていないのに終了するなんてひどい」などといった悲痛なメッセージも多く、あまりの反響の大きさに、ジャニー喜多川が「新作も上演したいのですがファンの声に応えることも大切」と前言撤回し、2007年も再上演することが2006年2月12日に行われた会見で発表された。
当初は2か月を通して今井翼が出演予定だったが、2005年末に左足小指の中足骨を骨折したため、2月公演は降板し、錦戸亮が代役として出演した。2006年3月18日の昼の部で400回、3月29日の千穐楽公演で上演回数が帝国劇場で歴代4位の418回に達し、総動員数が77万人を突破した。
コウイチ達カンパニーのメンバーがアルバイトをしていたシーンが、休日にショーを観に行くというものに変更され、その途中の公園でストリートパフォーマンスをするナオキ（石川直）に出会うというシーンが追加されたことにより、ナオキが最後のショーに出演している理由が明確化された。
公演期間
- 2006年2月6日 - 3月29日、帝国劇場（全76公演）、14万144人動員。

出演
- コウイチ - 堂本光一：カンパニーを率いる主人公。幼いころからミュージカルスターになることを夢見てきた。
- リョウ - 錦戸亮（2月公演）：コウイチの幼馴染であり、ライバル
- ツバサ - 今井翼（3月公演）：コウイチの幼馴染であり、ライバル
- リカ - 田畑亜弥：ヒロイン
- Musical Academy：コウイチの幼馴染
  - アキヤマ - 秋山純：父親からオフブロードウェーの劇場を引き継ぐ
  - 屋良朝幸、米花剛史、町田慎吾

- M.A.D.：コウイチの幼馴染
  - 福田悠太、松崎祐介、辰巳雄大、越岡裕貴

- ナオキ - 石川直

### Endless SHOCK （2007年）
2か月76公演を維持してきたが、「チケットがとれない」という声に5公演が追加された。2007年1月17日昼公演で計434公演、動員数80万人を突破。 
演出面ではラダーフライングで2階席に着地、その後再び飛んでステージに戻る演出が加えられた。
公演日程
- 2007年1月6日 - 2月28日、帝国劇場（全81公演）、14万9364人動員。

出演
- コウイチ - 堂本光一
- トウマ - 生田斗真：コウイチが率いるカンパニーのナンバー2
- リカ - 松本まりか：ヒロイン
- Musical Academy
  - ヤラ - 屋良朝幸：冷静で思慮深い
  - ヨネハナ - 米花剛史：元気なお調子者
  - マチダ - 町田慎吾：コウイチに心酔する
  - アキヤマ - 秋山純：ドリームゴーストシアターのオーナー兼現役プレイヤー

- M.A.D.
  - 福田悠太、松崎祐介、辰巳雄大、越岡裕貴

- ナオキ - 石川直：ドラマー

### Endless SHOCK （2008年）
初日の公演で、2000年から9年目で通算公演500回を達成。劇中では触ると「Show must go on!」と光一の声を発する、大台を記念して作られた光一の銅像が登場した。また、2幕冒頭にオーナーが苦悩を独白する場面が新たに加えられた。
公演日程
- 2008年1月6日 - 2月26日、帝国劇場（全76公演）、14万144人動員。

出演
- コウイチ - 堂本光一：カンパニーを率いる主人公
- ヤラ -屋良朝幸：コウイチのライバル
- リカ - RiRiKA
- オオクラ - 大倉忠義（関ジャニ∞）：オフブロードウェイの劇場のオーナー
- マチダ - 町田慎吾
- ヨネハナ - 米花剛史
- M.A.D.
  - 福田悠太、松崎祐介、辰巳雄大、越岡裕貴

- 石川直

### Endless SHOCK （2009年）
SHOCKが元は少年隊のミュージカル『PLAYZONE』の演目だったという縁もあり、植草克秀が初出演。ゲネプロでは音声トラブルで15分間中断するハプニングが発生した。
公演日程
- 2009年2月5日 - 3月30日、帝国劇場（全76公演）、14万144人動員。

出演
- 堂本光一
- ウエクサ - 植草克秀〔特別出演〕：オーナー
- 屋良朝幸
- リカ - 佐藤めぐみ
- 町田慎吾
- 米花剛史
- M.A.D.
  - 福田悠太、松崎祐介、辰巳雄大、越岡裕貴

- 石川直

### Endless SHOCK （2010年）
初の夏期公演かつ初の3か月100公演が行われた。7月公演のライバル役として内博貴が抜擢。自身の主演ミュージカル『ガイズ・アンド・ドールズ』のゲネプロ終了後、本番30分前に楽屋に来たジャニー喜多川から「ユー、『SHOCK』やる？」と打診されて出演が決定したという。演出面では右手に和傘を持ち、上空8メートルを飛ぶ「和傘フライング」が初披露された。
2010年3月21日昼公演で通算700回を達成。植草発案のサプライズ演出で、歴代出演者による祝福ビデオレターが届けられた。また、10周年記念の写真集『DOCUMENT.』（全87カット、114ページ）が劇場限定で発売され、2010年8月18日にはNHKで48分のドキュメント特番『堂本光一とSHOCKの10年』が放送された。
公演日程
- 2010年2月14日 - 3月30日、7月4日 - 31日、帝国劇場（全100公演）、18万4400人動員。

出演
- コウイチ - 堂本光一
- ウエクサ - 植草克秀〔特別出演〕：オーナー
- 屋良朝幸（2・3月公演）
- ウチ - 内博貴（7月公演）：ライバル
- リカ - 佐藤めぐみ：ウエクサの娘でコウイチに想いを寄せる。
- マチダ - 町田慎吾
- ヨネハナ - 米花剛史
- M.A.D.
  - タツミ - 辰巳雄大
  - コシオカ - 越岡裕貴
  - フクダ - 福田悠太
  - マツザキ - 松崎祐介

- 石川直

### Endless SHOCK （2011年）
帝国劇場開場100周年記念公演。
公演日程
- 2011年2月5日 - 3月10日、帝国劇場（全48公演）、8万8512人動員。

出演
- 堂本光一
- 内博貴
- リカ - 原田夏希
- 町田慎吾
- 米花剛史
- M.A.D.
  - 福田悠太、松崎祐介、辰巳雄大、越岡裕貴

- 植草克秀〔特別出演〕：オーナー
- 石川直

### Endless SHOCK （2012年）
初の地方公演として博多座での公演が実現。フライングシーンに対応するため、2011年8月には約5000万円をかけて天井の工事も敢行し、東京から11トントラック25台分の装置を持ち込んだ。2012年1月8日、東日本大震災で中止になった幻の800回目の公演を博多座初日で迎えた。
公演日程
- 2012年1月7日 - 31日、博多座（全34公演）
- 2012年2月7日 - 4月30日、帝国劇場（全105公演）

2か所合わせて24万1220人動員。

出演
- 堂本光一
- 内博貴
- リカ - 神田沙也加：ヒロイン
- 町田慎吾
- 米花剛史
- ふぉーゆー
  - 福田悠太、松崎祐介、辰巳雄大、越岡裕貴

- ウエクサ - 植草克秀〔特別出演〕：劇場のオーナー
- 石川直

### Endless SHOCK （2013年）
初めて大阪・梅田芸術劇場メインホールで公演が行われた。アンサンブルも半分以上が新しくなり、キャストが一新され、初の女性オーナー役として前田美波里を起用。今までは全員がコウイチのライバルチームを演じていたふぉーゆーのメンバーも、今作から初めてコウイチチームとライバルチームに分かれて出演している。一方で2000年の初演から光一の他では唯一全公演に出演していたダンサーの赤坂麻里が、梅田芸術劇場千穐楽公演（1078回公演）で卒業した。演出面では2幕冒頭でコウイチが生と死の世界をさまよっているシーンで“死者”とダンスをする3分のナンバー「DEAD or ALIVE」と、2幕終盤でフライング・パーカッション・ダンスで魅せる5分間の和テイストの場面で流れる「夢幻（むげん）」が新曲として追加され、トラヴィス・ペインが振付を担当した。
2013年3月21日の公演で通算公演回数1000回を達成。それを記念した「1000回公演記念SHOCKベア」が帝国劇場で販売された。カーテンコールでは堂本剛がタンブラー、東山紀之が1000本のバラをプレゼントに祝福に駆けつけた。
公演日程
- 2013年2月4日 - 3月31日、帝国劇場（全76公演）
- 2013年4月8日 - 30日、博多座（全29公演）
- 2013年9月2日 - 29日、梅田芸術劇場メインホール（全35公演）

3か所合わせて24万3709人動員。

出演
- コウイチ - 堂本光一
- ヤラ - 屋良朝幸（2・3・4月公演）：ライバル
- ウチ - 内博貴（9月公演）：ライバル
- 福田悠太
- 松崎祐介
- 辰巳雄大
- 越岡裕貴
- 山本亮太
- 岸優太
- リカ - サントス・アンナ
- 前田美波里：劇場オーナー
- 石川直

### Endless SHOCK （2014年）
2014年10月31日の博多座千穐楽公演で通算1214回を達成。ラストナンバーである「CONTINUE」の演出が9年ぶりにアレンジされた。
公演日程
- 2014年2月4日 - 3月31日、帝国劇場（全76公演）
- 2014年9月8日 - 30日、梅田芸術劇場メインホール（全30公演）
- 2014年10月8日 - 31日、博多座（全30公演）

3か所合わせて23万6114人動員。

出演
- コウイチ - 堂本光一
- 森公美子：オーナー
- ヤラ - 屋良朝幸（2・3月公演）：ライバル
- ウチ - 内博貴（9・10月公演）：ライバル
- リカ - 入来茉里
- 福田悠太
- 松崎祐介
- 辰巳雄大
- 越岡裕貴
- 山本亮太
- 岸優太（2・3月公演）
- 西畑大吾（9・10月公演）
- 石川直（2・3・10月公演）

### Endless SHOCK 15th Anniversary （2015年）
オン・ブロードウェイでの幕開けに新曲「Dancing On Broadway」が採用され、コウイチとヤラが楽屋でぶつかるシーンは台詞ではなく「Don’t Look Back」の変奏曲「Missing Heart」として歌で表現されるようになった。2015年3月31日の帝国劇場千穐楽公演で通算公演回数が1287回に達し、この日までに232万9011人を動員。カーテンコールで9月に梅田芸術劇場、10月に博多座で公演が決定したことが発表された。
公演日程
- 2015年2月3日 - 3月31日、帝国劇場（全73公演）
- 2015年9月8日 - 30日、梅田芸術劇場メインホール（全30公演）
- 2015年10月7日 - 31日、博多座（全30公演）

3か所合わせて23万582人動員。

出演
- コウイチ - 堂本光一：主人公
- ヤラ - 屋良朝幸（2・3月公演）：ライバル
- 内博貴（9・10月公演）
- 福田悠太（2・3月公演）
- 越岡裕貴（2・3月公演）
- 辰巳雄大（9・10月公演）
- 松崎祐介（9・10月公演）
- 野澤祐樹
- 岸優太（2・3月公演）
- 諸星翔希
- 岸孝良
- 松倉海斗（9・10月公演）
- リカ - ラフルアー宮澤エマ（2・3月公演） / 菊地美香（9・10月公演）：ヒロイン
- 石川直（2・3・10月公演）
- 前田美波里（ - 9月17日夜公演）：オーナー。リカの母親。
- 植草克秀（9月18日夜公演 - ）：オーナー

### Endless SHOCK （2016年）
2016年3月14日の夜公演で、2000年からの通算公演1400回を達成。全日程即日完売で累計動員は250万人を超えた。
公演日程
- 2016年2月4日 - 3月31日、帝国劇場（全75公演）、13万8300人動員。

出演
- 堂本光一
- 屋良朝幸
- 辰巳雄大（2月公演）
- 越岡裕貴（2月公演）
- 福田悠太（3月公演）
- 松崎祐介（3月公演）
- 野澤祐樹
- 諸星翔希
- 岸孝良
- 松倉海斗
- リカ - 小南満佑子：ヒロイン
- 石川直
- 前田美波里：リカの母親

### Endless SHOCK （2017年）
2017年3月31日の千秋楽公演で、2000年からの通算公演1500回を初演から16年5か月で達成した。
歌が重要になるシーンが増えていること踏まえ、歌専門と踊り専門の人の割合が半分ずつになるようにアンサンブルのメンバーが変更された。また、オーディションで選出された寺西拓人と松田元太に関しても歌が決め手で選ばれた。
公演日程
- 2017年2月1日 - 3月31日、帝国劇場（全78公演）
- 2017年9月8日 - 30日、梅田芸術劇場メインホール（全30公演）
- 2017年10月8日 - 31日、博多座（全30公演）

3か所合わせて23万9802人動員。

出演
- コウイチ - 堂本光一：才能と情熱を兼ね備えた若きスター。
- ヤラ - 屋良朝幸（2・3月公演）：コウイチの幼馴染みで好敵手。
- 内博貴（9・10月公演）
- フクダ - 福田悠太（2・3月公演）：コウイチに信頼されているカンパニーのメンバー。
- 松崎祐介（2・3月公演）
- 辰巳雄大（9・10月公演）
- 越岡裕貴（9・10月公演）
- ハマナカ - 浜中文一：ライバルチームでヤラに信頼されている。
- テラニシ - 寺西拓人：ライバルチームでゲンタとカイトの面倒を見ている。
- ゲンタ - 松田元太：ライバルチームでカイトととても仲が良い。
- カイト - 松倉海斗：ライバルチームでカンパニーの末っ子。
- リカ - 松浦雅：オーナーの娘
- 石川直（2・3・10月公演）
- 前田美波里：オフ・ブロードウェイにある劇場のオーナー。

### Endless SHOCK （2018年）
アンサンブルキャストの半数が入れ替わった新たなカンパニーでの上演。2018年3月6日の公演で、2000年からの通算公演1600回を初演から17年5か月で達成した。
公演日程
- 2018年2月4日 - 3月31日、帝国劇場（全70公演）、12万9080人動員。

出演
- コウイチ - 堂本光一：若きエンターテイナー。
- ユウマ - 中山優馬：コウイチの幼なじみでライバル。
- フクダ - 福田悠太
- コシオカ - 越岡裕貴
- マツザキ - 松崎祐介
- テラニシ - 寺西拓人
- ゲンタ - 松田元太
- カイト - 松倉海斗
- 石川直
- リカ - 瀧本美織：ヒロイン。オーナーの娘。
- 久野綾希子：オーナー

### Endless SHOCK （2019年）
2018年11月23日にはファン約500人を招待して製作発表会見を行い、劇中歌が生披露された。また、2019年2月3日のゲネプロ公演には、『SHOCK』に携わるスタッフの家族が招かれた。
より厚みのある音を届けたいという思いから、何年も前から製作の東宝にかけあっていた案が初めて通り、花道のところに設置していたオーケストラブースが廃止。代わりに本来のオーケストラピットに20人のオーケストラとコンダクター（田邉賀一）が全員収容され、全曲生演奏が実現した。それに伴い、舞台の形はオーケストラピットの中央部にのみ屋根のような板を張り、その上に演者がいるという二重構造となった。
パフォーマンス面でも変更があり、ウチがリカに指輪を渡すことを決意するシーンや、コウイチのショーが絶賛されている新聞記事を読み上げるシーンなど、歌の割合が過去の公演よりも増している。その他、1幕ではパネルや布を使ったマジック、ジャングルで踊る場面がカットされ、インペリアル・ガーデンシアターでのザ・ブロードウェーを思わせるナンバー「Dancing On Broadway」の後にコウイチがタイをほどきながらしっとりと歌う新曲「Memory of Skyscrapers」が追加された。『ジャパネスク』のシーンでも、コウイチが客席通路から舞台に上がる演出が、舞台奥のセリに立って登場する形に変更されている。これにより、公演時間も休憩を含んで3時間10分となり、昨年よりも7分短くなっている。演出も務める光一は、これらの変更を「作品のエッセンスを凝縮してブラッシュアップするため」と述べており、この大幅リニューアルについては、いつもは光一を褒めないジャニー喜多川も「無駄が一切ない」と気持ち悪いくらい褒めたという。
2019年3月31日の千秋楽公演で、2000年からの通算公演1700回を初演から18年5か月で達成。通常のカーテンコールの後、ミュージカル『ナイツ・テイル-騎士物語-』で共演した井上芳雄の司会でスペシャルカーテンコールが行われ、怪我のため降板となった越岡裕貴も舞台上に登場した。
公演日程
- 2019年2月4日 - 3月31日、帝国劇場（全70公演）
- 2019年9月11日 - 10月5日、梅田芸術劇場メインホール（全31公演）

2か所合わせて18万4849人動員。

出演
- コウイチ - 堂本光一：主人公。孤高の存在感とカリスマ性でカンパニーをリードする。
- ウチ - 内博貴（2・3月公演）：ライバル。コウイチの幼馴染。
- ユウマ - 中山優馬（9・10月公演）：ライバル
- フクダ - 福田悠太：コウイチの右腕的ポジション。
- タツミ - 辰巳雄大（9・10月公演）：コウイチの片腕的ポジション。コウイチに真剣を渡してしまう。
- マツザキ - 松崎祐介：コウイチからユウマを見守るよう託される。
- カワシマノエル - 川島如恵留：ユウマの恋にハッパをかける。
- ゲンタ - 松田元太
- マツクラカイト - 松倉海斗：カンパニーの末っ子。
- テラニシ - 寺西拓人（2・3月公演）：コウイチが最も信頼する仲間の1人。誤ってコウイチに本身の刀を渡してしまう。
- 石川直（2・3月、9月18日 - 10月5日）
- リカ - 梅田彩佳：ヒロイン。オーナーの娘。コウイチに想いを寄せる。
- 前田美波里：オーナー。かつてはブロードウェーの大スターだった。

### Endless SHOCK 20th Anniversary （2020年）
2000年から始まったシリーズの20周年記念公演であり、ジャニー喜多川死去後初の公演。そのため、ジャニーはエターナル・プロデューサーとしてクレジットされるようになり、代わりに堂本光一の名前が演出としてもクレジットされるようになった（実際に演出は2005年から光一が手掛けている）。アンサンブルは8割方変わり、Jr.の顔ぶれも一新。そしてライバル役として上田竜也が出演。以前KAT-TUNとして出演した時にはプロ意識の低さから多く迷惑をかけ、光一からも「お前らもう絶対このステージ立つな」と言われていたため、上田自身は二度と出演できないと思っていたというが、テレビでKAT-TUNとして活動しているのを観て「すげぇKAT-TUN大人になったな」と感じた時期があったこと、また、“尖っている”個性に目をつけたことから光一が上田を抜擢し、再共演が実現した。劇中では上田演じるタツヤをフューチャーした新曲「Put your hands up」が加えられ、ニューフェイスの高田翔、椿泰我、松井奏の後輩3人はその中でソロパートも披露している。
2019年11月20日に行われた制作発表記念会見では約1000人が招かれ、光一の提案で急遽、光一と梅田彩佳、越岡裕貴、松崎祐介とともに劇中歌「ONE DAY」が披露された。
2020年2月4日から3月31日まで、「Endless SHOCK」の上演20周年を記念し、帝国劇場近くの日比谷シャンテでスポーツ紙6紙が報じたSHOCK20年間の記事を一斉に展示した「記事展」が開催された。また、シャンテと向かい合う形で立っているゴジラスクエアの新ゴジラ像も、両腕に赤い布をからませてリボンフライングに挑戦するSHOCK仕様となった。
2020年3月22日、インスタライブ生配信を米国人ダンサーを除くすべてのキャストで行い、6万人強が視聴した。帝国劇場オープン以来109年の歴史の中で、ステージ演目の生配信は初。
公演日程
- 2020年2月4日 - 2月26日、帝国劇場（全29公演）

9月のスピンオフ版と合わせて8万356人動員。

出演
- コウイチ - 堂本光一：主人公。常に頂点を目指し続ける若きエンターテイナー。
- タツヤ - 上田竜也：ライバル
- リカ - 梅田彩佳：ヒロイン。オーナーの娘。
- コシオカ - 越岡裕貴：コウイチの右腕的存在。
- マツザキ - 松崎祐介：コウイチに言われてライバルを見守る役割を果たしている。
- テラニシ - 寺西拓人：コウイチチームの一員。誤ってコウイチに本身の刀を渡してしまう。
- ショウ - 高田翔
- タイガ - 椿泰我
- ミナト - 松井奏
- ナオキ - 石川直
- 前田美波里：オーナー
- 日野一輝

### Endless SHOCK -Eternal- （2020年）
新型コロナ感染対策のため、最小限の機材とスタッフで最大限の公演を目指し、ニューノーマルに対応。本編『Endless SHOCK』では曖昧だった主人公コウイチの死がはっきりと描かれ、本編から3年後を舞台にそれぞれの登場人物にスポットを当てつつ本編の物語を振り返る、よりキャラクターの心情を際立たせた構成になっている。台本は光一が手掛け、ヒロイン役の梅田彩佳やオーナー役の前田美波里にどんな心情だったかを取材をしたうえで書き上げた。殺陣は封印されたが、階段落ちは映像で再現され、企画段階では封印すると宣言していたフライングは、製作側と話し合い、客席上空を飛ばなければ問題無いという判断がなされたために変わらず披露されている。
客席数は半分に抑えられた。2020年10月4日18:00開演回は、Johnny's net onlineで生配信された（見逃し配信無し、限定枚数販売）。
公演期間
- 2020年9月15日 - 10月12日、梅田芸術劇場メインホール（全31公演）

出演
- コウイチ - 堂本光一：主人公。3年前、ショーの最中に命を落とした。
- タツヤ - 上田竜也：3年前、コウイチを殺めてしまった。
- 越岡裕貴
- 松崎祐介
- 寺西拓人
- 高田翔
- 椿泰我
- 松井奏
- 石川直
- リカ - 梅田彩佳：ヒロイン。コウイチを想い続ける。
- 前田美波里 - オーナー。当時と現在（3年後）を行き来する。

### Endless SHOCK -Eternal- （2021年）
2021年1月7日に政府の緊急事態宣言が発令されたが、政府から各都道府県に通知された事務連絡では「1月11日までに販売開始された催物のチケットについては開催制限を適用せず、そのチケットはキャンセル不要と扱う」とされたため、2月・3月公演共に予定通り上演された。ただし、1月16日および2月14日に予定されていた一般前売りは中止され、すでに先行受付で販売済みのチケットも、最前列より2列と補助席を含めた数列を空けるなど対処された。また、夜公演の開演時間も午後6時から午後5時30分に繰り上げられ、2時間の上演で午後7時30分には終演した。
通算公演回数は2021年2月12日の公演で1800回、千秋楽の3月31日の公演で1851回に達した。また、3月28日夜公演はJohnny's net onlineで生配信された。キャストやスタッフは稽古時から3日に1度PCR検査を行い、仕事以外に外出しないなど制限付きの生活を送り、1人の感染者も出さずに3月31日の千秋楽まで乗り切った。カーテンコールは公式Instagramで生配信された。
公演期間
- 2021年2月4日 - 3月31日、帝国劇場（全60公演）

出演
- コウイチ - 堂本光一：3年前までカンパニーを率いていた
- タツヤ - 上田竜也：コウイチのライバル
- リカ - 梅田彩佳：ヒロイン
- コシオカ - 越岡裕貴
- マツザキ - 松崎祐介
- 寺西拓人
- 高田翔
- 椿泰我
- 松井奏
- 石川直
- 前田美波里：オーナー

### Endless SHOCK -Eternal- （2022年）
元々は本編『Endless SHOCK』の上演が検討されていたが、コロナウイルス感染拡大の現状を鑑み、製作発表会見が行われた2022年2月18日の2日前に急遽スピンオフ版である『Eternal』での上演が決定した。新キャストでの上演であり、前提である本編を観ることでスピンオフである『Eternal』をより楽しんでもらいたいという思いから、佐藤ら4・5月のキャストは本編とスピンオフを史上初同時並行で稽古。そして無観客で収録した本編を、スピンオフ公演が始まる前日である2022年4月9日にJohnny's net onlineで配信した（見逃し配信もされたが、初回配信時のみ特別映像あり）。階段落ちは2年ぶりに復活。客席側のフライングは時間的・物理的な理由で今回は封印されたが、配信では以前の映像と組み合わせて披露されている。また、劇中でライバルを演じるキャストに合わせて選曲されていた楽曲は、今回から「MOVE ON」という曲に定番化される。
2022年5月23日にシリーズ通算1900回を迎える予定だったが、公演関係者に新型コロナウイルスの陽性反応が確認されたため、5月18・19日の3公演、および21日から23日の4公演・計7公演が中止となった。光一と佐藤は5月19日に対話形式でインスタライブ生配信を行い、公演中止に関してファンに直接メッセージを伝えた。5月25日夜の部より公演が再開され、5月31日昼の部で公演1900回を達成。スペシャルカーテンコールが行われ、井上芳雄やジョン・ケアードら『ナイツ・テイル－騎士物語－』メンバーから祝福のVTRコメントも届けられた。
公演期間
- 2022年4月10日 - 5月31日、帝国劇場（全50公演）

出演
- コウイチ - 堂本光一
- ショウリ - 佐藤勝利：ライバル
- 越岡裕貴
- 松崎祐介
- 高田翔
- ハラ - 原嘉孝：コウイチに真剣を渡してしまう
- リツキ - 大東立樹
- ハヤト - 今村隼人
- 石川直
- リカ - 綺咲愛里：ヒロイン
- 前田美波里：オーナー

### Endless SHOCK （2022年）
2022年2月18日に行われた製作発表会見時には、博多座公演は本編かスピンオフ版どちらを上演するか未定とされていたが、同年6月6日、まん延防止等重点措置が解除されて2か月以上が経過して落ち着いた福岡県内の新型コロナウイルスの感染状況を鑑み、上演形態を変更し、本編『Endless SHOCK』を2年ぶりに上演することが発表された。感染予防の観点から客席上空でのフライング中は歌えないため、オープニングでは演出を変えて歌わずにフライングし、客席上空でフライングをする際は衣装と同じようなデザインのマスクを装着した。チームU.S.Aが2年半ぶりに出演を果たした。
9月9日の13:00開演回と18:00開演回が、公演関係スタッフに新型コロナウイルス感染症の陽性が確認されたため当日に急遽中止が発表された。9月10日は休演日で、9月11日より再開された。
日程
- 2022年9月5日 - 10月2日、博多座

出演
- コウイチ - 堂本光一
- ヒロミツ - 北山宏光：ライバル
- コシオカ - 越岡裕貴
- マツザキ - 松崎祐介
- ショウ  - 高田翔
- ハラ - 原嘉孝
- リツキ - 大東立樹
- ハヤト - 今村隼人
- ナオキ - 石川直
- リカ - 綺咲愛里：ヒロイン
- 島田歌穂：オーナーでリカの母親。

### Endless SHOCK・Endless SHOCK -Eternal- （2023年）
昼公演に本編、夜公演にスピンオフ版といったように、上演24年目で初めて本編『Endless SHOCK』と、その3年後を描くスピンオフ版『Endless SHOCK -Eternal-』の2作を同時上演。同じ劇場・同じキャストで、舞台セットの異なる2つの物語を同時に演じるという世界でも類を見ない試みが実施された。これは2022年4・5月の『Endless SHOCK -Eternal-』帝劇公演を本編に近い演出に変更したこと、9月の博多座公演で本編を復活させたことで、光一が同時上演をひらめき、決定したもの。全公演を前後半に分け、前半公演のライバル役を佐藤勝利・オーナー役を前田美波里、後半公演のライバル役を北山宏光・オーナー役を島田歌穂が務めている。ニューヨークを舞台とした作品であり、劇中劇やショーを観る客も出演者の一部であるということを意識させるため、上演開始前のアナウンスは英語に変更され、コロナ禍で自粛していた帝国劇場での客席上のマスク無しでのフライングが2020年2月26日以来1139日ぶりに復活した。5月31日の千秋楽で1986回公演を達成。
日程
- 2023年4月9日 - 5月31日、帝国劇場

出演
- コウイチ - 堂本光一：常に頂点を目指し続ける若きエンターテイナー
- ショウリ - 佐藤勝利（4月9日 - 5月4日）：幼なじみでライバル（※北山宏光とWキャスト）
- 北山宏光（5月7日 - 31日）：幼なじみでライバル（※佐藤勝利とWキャスト）
- 越岡裕貴
- 松崎祐介
- 高田翔
- 原嘉孝
- 深田竜生
- 阿達慶
- リカ - 中村麗乃：ヒロイン。コウイチを一途に想い続ける。
- 石川直
- 前田美波里（4月9日 - 5月4日）：オーナー（※島田歌穂とWキャスト）
- 島田歌穂（5月7日 - 31日）：オーナー（※前田美波里とWキャスト）

### Endless SHOCK・Endless SHOCK -Eternal- （2024年）
帝国劇場の2025年建て替え工事のための休館に伴い、2024年の上演をもって24年間のシリーズの幕が閉じられる。帝劇と共に歩んできた作品であることから、4月・5月・11月についてはもともと上演する話があったが、それに加えて梅田芸術劇場、博多座でも最後にやりたいという交渉の末、7月・8月に梅田芸術劇場、9月に博多座の公演が決まり、全国ツアーとして上演される形になった。なお、大きな節目を前に「SHOCK」のロゴは一新され、シリーズは死去後もジャニー喜多川の名前が「エターナルプロデューサー」としてクレジットされていたが、性加害問題を受けて制作関係者一覧から外された。
公演時間は3時間15分。4月22日の昼公演で2000回、5月9日の夜公演で国内演劇における単独主演記録2018回を達成。2000年11月2日の初演から8589日で、森光子が『放浪記』（2017回）で持つ国内演劇における単独主演記録を更新した。特別カーテンコールには事務所を退所した今井翼、米花剛史、町田慎吾、屋良朝幸ら過去の共演者たちもサプライズゲストとして駆けつけ祝福した。
5月31日公演で通算2042回公演を達成し、2020年9月の初演からこれまで全185回上演されたスピンオフ版「Endless SHOCK -Eternal-」が千穐楽を迎えた。カーテンコールでは「エターナルよ永遠に」と書かれたくす玉が用意され、約1900人の観客がサプライズで劇中に登場する白いユリの花を振って祝福し、井上芳雄もユリの花束を持って駆け付けた。
日程
- 2024年4月11日 - 5月31日、帝国劇場（全56公演）

出演者
- コウイチ - 堂本光一：若き気鋭のエンターテイナー
- ショウリ - 佐藤勝利：ライバル
- 越岡裕貴：コウイチの右腕的ポジション
- 松崎祐介
- 高田翔
- 寺西拓人
- 松尾龍
- 尾崎龍星
- リカ - 中村麗乃
- 石川直
- 前田美波里（4月11日 - 5月5日）：オーナー（※島田歌穂とWキャスト）
- 島田歌穂（5月7日 - 31日）：オーナー（※前田美波里とWキャスト）

### Endless SHOCK （2024年）
博多座で上演された9月28日の昼公演でシリーズ通算2100回公演を達成。記念カーテンコールでは福田と越岡が進行役となり、光一がくす玉を割るとバックに花火の映像とともに「二千百回やったばい!!」と博多弁のお祝いメッセージが表示された。また、福岡のご当地ゆるキャラ4体が、名産品の明太子や観光地の福岡タワーで装飾された特製ケーキを運んでお祝いに駆けつけ、博多座で初演した2012年に生まれた地元の12歳の少年と少女が花束贈呈を行った。
帝国劇場で上演される11月29日の通算2128回公演が大千秋楽となるが、光一たっての希望で全国の映画館でのライブビューイング開催が決定。47都道府県・100館の映画館で行われ、本編に加えてカーテンコールも上映される。ライブビューイングの来場特典として「Endless SHOCK」2024年公演のスタッフパスを模したオリジナルカードが配布される。
日程
- 2024年7月26日 - 8月18日、梅田芸術劇場メインホール（全29公演）
- 2024年9月1日 - 29日、博多座
- 2024年11月8日 - 29日、帝国劇場

出演者
- コウイチ - 堂本光一：若き気鋭のエンターテイナー
- ユウマ - 中山優馬（7月・8月）コウイチの幼馴染で、ショーのなかではコウイチに次ぐポジションを任されている。
- ショウリ - 佐藤勝利（9月）：コウイチの幼なじみでライバル
- タツヤ - 上田竜也（11月）
- ショウタ - 林翔太（7月・8月）
- リュウタ - 室龍太（7月・8月・9月）
- タカダ - 高田翔（7月・8月・9月）
- ハラ - 原嘉孝（7月・8月）
- 福田悠太（9月・11月）
- 辰巳雄大（9月・11月）
- 越岡裕貴（11月）
- 松崎祐介（11月）
- タツル - 松尾龍（7月・8月・9月・11月）
- リュウセイ - 尾崎龍星（7月・8月・9月）
- 松浦銀志（11月）
- リカ - 綺咲愛里（7月・8月・9月・11月）※11月は中村麗乃とWキャスト：オーナーの娘。コウイチに想いを寄せる。
- リカ - 中村麗乃（11月）※綺咲愛里とWキャスト
- 石川直（11月）
- 島田歌穂（7月・8月）：オーナー
- 前田美波里（9月・11月）：オーナー

## 劇中劇
主に、ポピュラーな作品の名場面を抜粋したものが多い。『Shocking SHOCK』の時は客席から毎公演リクエストを取っていた。
- ハムレット[306][14]
- リチャード三世[306][14]
- ロミオとジュリエット[306]
- エレクトラ
  - 2004年公演のセットリストでは「ギリシャ悲劇の最高傑作『エレクトラ』」と表記されている[14]。
- 曽根崎心中[14]
- 新撰組[14]
  - 2001年12月公演で行っていた「忠臣蔵」を1月にやるのはおかしい、とジャニー喜多川に言われ、2002年1月公演では「新撰組」に変更[104]。
- ノートルダム・ド・パリ[14]
- 東海道四谷怪談[14]
- 忠臣蔵[14]
- モビィディック （白鯨）[14]
- ウエスト・サイド物語

## 使用楽曲
- OVERTURE(INST) 
作曲・編曲：佐藤泰将
- So Feel It Coming 
作詞：3+3、作曲：堂本光一、編曲：佐藤泰将
- NEW HORIZON 
作詞：久保田洋司、作曲：飯田建彦、編曲：船山基紀
- Yes we can(Yes my dream) 
作詞：堂本光一、作曲：中條美沙
- ONE DAY 
作詞：白井裕紀、作曲・編曲：佐藤泰将
- DANCING ON BROADWAY 
作詞：長谷川雅大、作曲・編曲：佐藤泰将
- AMERICA 
作詞：3+3、作曲・編曲：船山基紀、コーラスアレンジ：知野芳彦
- Love and Loneliness 
作詞・作曲：Anders Barren, Nina Woodford, Jany Schel、編曲：船山基紀、日本語詞：白井裕紀, 新美香
- Solitary
- 花魁 (INST) 
作曲・編曲：佐藤泰将
- 戦車 (INST) 
作曲・編曲：佐藤泰将
- 合戦 (INST) 
作曲・編曲：佐藤泰将
- 死闘 (INST) 
作曲・編曲：佐藤泰将
- 罠 (INST) 
作曲・編曲：佐藤泰将
- In the Cemetery 
作詞：久保田洋司、作曲・編曲：岩田雅之
- 戻れない日々 
作詞：白井裕紀,新美香、作曲：堂本光一
- Why don’t you dance with me? 
作詞：白井裕紀, 新美香　作曲：堂本光一　編曲：ha-j, 吉岡たく
- Higher

作詞：白井裕紀 作曲: 川田瑠夏 編曲 :船山基紀, 中西裕之
- Flying2 (INST) 
作曲・編曲：佐藤泰将
- マスク (INST) 
作曲・編曲：佐藤泰将
- 夜の海 
作詞：白井裕紀, 新美香　作曲：堂本光一　編曲：ha-j, 吉岡たく
- 大桜 (INST) 
作曲・編曲：佐藤泰将
- CONTINUE 
作詞：久保田洋司　作曲：堂本光一　編曲：高橋哲也

## 映画
『Endless SHOCK』のタイトルで映画化された。監督は光一自身が務める。
元々映画化が決まっていたわけではなく、舞台本編『Endless SHOCK』が20周年にも関わらずコロナの影響で中止となってしまった時、このまま何事もなく終わるのか、何かできることはないか考えた末、どういう形になるかは不明なままでもとにかく映像を撮影しておこうということになり、2020年2月の全公演中止決定後に無観客の帝国劇場で、クレーンカメラ3台を含む16台のカメラと1台のドローンを用いて撮影された。そして大阪でスピンオフ版を上演中、何かもう一つ面白いことをできないかと考え、映画化して帝国劇場での公演と同時期に公開すれば相互に楽しんでもらえるのではという思いから上映が実現した。
全国82館で2021年2月1日から2週間限定で上映。公開初日には無観客の帝国劇場からキャストが舞台挨拶を行い、全国82館の映画館に中継（ライブ・ビューイング）された。
2月6日・7日の全国映画動員ランキングは第8位。公開11日目で興行収入は約2億8500万円、観客動員は約9万8200人。鑑賞券は3000円、上映規模や上映時間が午後8時までという条件にしては好調とされ、舞台版『Endless SHOCK -Eternal-』が2月12日の上演で1800回公演を達成したことも記念し、TOHOシネマズ日比谷では3月31日までのロングラン上映が決定した。

### キャスト（映画）
- コウイチ[315] - 堂本光一[316]：才能と情熱を兼ね備えた若きスター[317]
- タツヤ[315] - 上田竜也[316]：コウイチのライバル[315]。カンパニーのナンバー2で、リカに恋をしている[317]。
- リカ[315] - 梅田彩佳[316]：ヒロイン[315]。オーナーの娘でコウイチに想いを寄せる[317]。
- コシオカ[315] - 越岡裕貴[316]：コウイチと同じカンパニーの仲間[315]。コウイチの右腕的存在[317]。
- マツザキ[315] - 松崎祐介[316]：コウイチと同じカンパニーの仲間[315]。ムードメーカー[317]。
- ナオキ[317] - 石川直[316]
- テラニシ[317] - 寺西拓人[316]：カンパニーの一員でコウイチの死に責任を感じている[317]。
- ショウ[317] - 高田翔[316]：タツヤとタイガ、ミナトのはざまのポジションにいるカンパニーの一員[317]。
- タイガ[317] - 椿泰我[316]：タツヤを慕うカンパニーの一員[317]。
- ミナト[317] - 松井奏[316]：屈託のない、カンパニーの末っ子役[317]。
- 前田美波里[316]：オーナー[315]

### スタッフ（映画）
- Eternal Producer - ジャニー喜多川[316]
- 作・構成・演出・主演・監督 - 堂本光一[316]
- 舞台製作 - 東宝演劇部[316]
- 配給 - 東宝映像事業部[316]

## 関連商品
全て堂本光一名義である。発売元はジャニーズ・エンタテイメント。

### DVD・BD
- KOICHI DOMOTO SHOCK DIGEST（2002年6月19日発売） - 「ショー・劇 SHOCK」のダイジェストや光一のインタビューを収録。
- Koichi Domoto SHOCK（2003年1月16日発売） - 収録日：2002年6月25日[318]
- Endless SHOCK（2006年2月15日発売） - 収録日：2005年2月22日（ノーカット収録）[319]
- Endless SHOCK 2008（2008年10月29日発売）
- Document of Endless SHOCK 2012 -明日の舞台へ-（2013年2月6日発売）[320] - 光一やスタッフによるインタビュー、稽古や出演者のプライベートなどといった舞台裏や博多座での初演兼800回記念公演のダイジェストなどを収録したドキュメント。
- Endless SHOCK 2012（2013年9月18日発売） - 収録日：2012年4月21日（ノーカット収録）[321]
- Endless SHOCK 1000th Performance Anniversary（2014年9月17日発売） - 収録日：2013年3月23日（1001回目公演[注 18]）
- Endless SHOCK 20th Anniversary（2021年11月3日発売） - 映画『Endless SHOCK』と『Endless SHOCK -Eternal-[注 19]』を3枚組のディスク[注 20]で収録。初回版では、映画の舞台挨拶がディスク1の映像特典として収録されている。

### CD
- KOICHI DOMOTO Endless SHOCK Original Sound Track （2006年1月11日）[120]
- KOICHI DOMOTO 「Endless SHOCK」Original Sound Track 2（2017年4月19日）